# Achterbos (België)
Achterbos is een van de twaalf gehuchten van de Belgische gemeente Mol. In 2024 telde Achterbos 4153 inwoners. Hiermee is Achterbos, na Mol-Centrum, het tweede meest bevolkte gehucht van Mol.
Het gehucht bevindt zich in een bosrijk gebied dat, net als zijn bewoners, vaak vereeuwigd werd in de etsen en schilderijen van Jakob Smits (1855-1928) en diens leerling Dirk Baksteen (1886-1971). Beide kunstenaars zijn begraven op het kerkhof van Mol-Achterbos.
Achterbos kende vanouds een kapel die gewijd was aan de Heilige Apollonia. In 1678 was er sprake van bedevaartgangers die naar Achterbos kwamen om van de tandpijn te genezen. In 1862 werd de kapel afgebroken en vervangen door een kerkje. In 1876 werd dit kerkje en een groot aantal boerderijen door brand verwoest. In 1889 werd Achterbos een zelfstandige parochie die zich afsplitste van Mol-Centrum. De huidige bakstenen Sint-Apolloniakerk, waarvan de toren een zadeldak heeft, werd in 1932 gebouwd.

## Bezienswaardigheden
- De Sint-Apolloniakerk
- De Openluchtkruisweg. In de bossen van Achterbos bevinden zich de '15 kapelletjes', een uitbeelding van de vijftien staties van de Kruisweg van Jezus. Het betreft 14 kleine kapelletjes op rij, die in 1815 werden gebouwd door pater Helsen van Geel, met medewerking van de bewoners van Achterbos. Het vijftiende kapelletje is al ouder en stamt uit de 18de eeuw. De kapelletjes bevinden zich in een naaldbosgebied van 19 ha dat deel uitmaakt van de Kempense duinengordel. Dit gebied, dat vroeger in particuliere handen was, is tegenwoordig eigendom van de vzw Kempens Landschap.
- De Lindeboom

## Jakob Smits en de Molse School

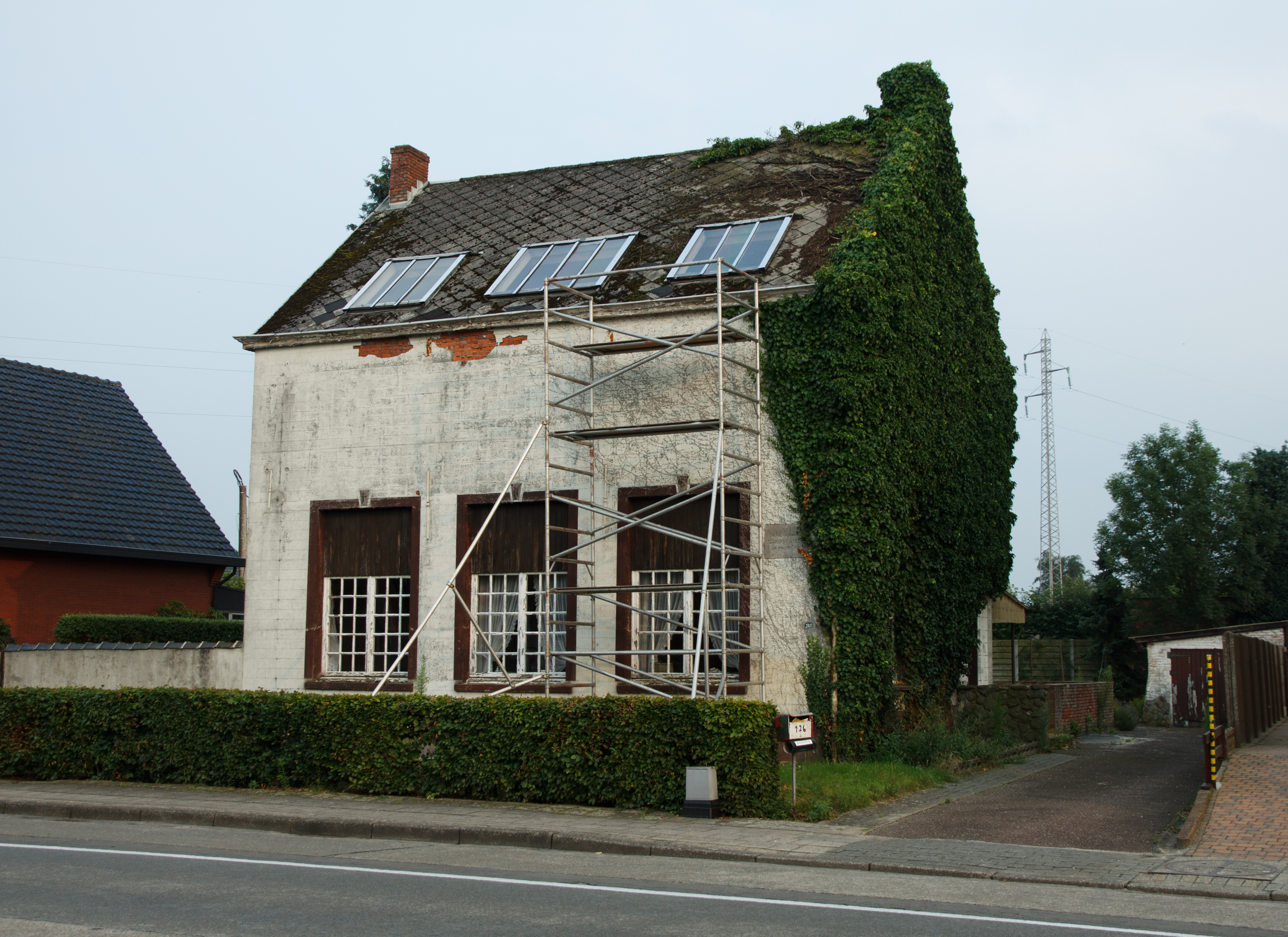
Boerenhuis,schildersatelier van Jacob Smits te Mol-Achterbos

Aangetrokken door het landschap, vestigt de Nederlandse schilder Jakob Smits zich in 1888 na enkele jaren in Brussel definitief in Achterbos. Hij trekt in in het boerenhuisje dat hij later zal uitbouwen tot het 'Malvinahof'. De kunstenaar en zijn gezin leven er in armoede maar toch is dit een gelukkige en productieve periode. Naast landschappen en dorpsscenes schildert hij ook vele portretten van zijn gezinsleden zoals zijn vrouw Malvina en hun kinderen Boby, Marguerite en Kobe. In 1907 vraagt het Molse gemeentebestuur hem om een internationale tentoonstelling te organiseren met kunstenaars die in de regio landschappen schilderen. Deze tentoonstelling brengt 68 artiesten samen waaronder Nederlanders, Engelsen, Duitsers en Amerikanen en kristaliseert wat men nu de Molse school noemt, met onder andere zijn leerling en assistent Dirk Baksteen, Gerard Baksteen, Charles Claessens, Leon Delderenne, Paul Mathieu, Ernest Midy, Erneste Rinquet, Willem Battaille, Emile Van Damme-Sylva, Paula Van Rompa-Zenke en Gaston De Biemme. Smits ligt begraven op het kerkhof van Mol-Achterbos met op zijn grafsteen een bronzen Moeder en Kind van George Minne.

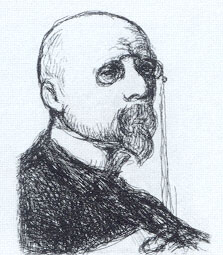
Zelfportret, etsdoor Jakob Smits
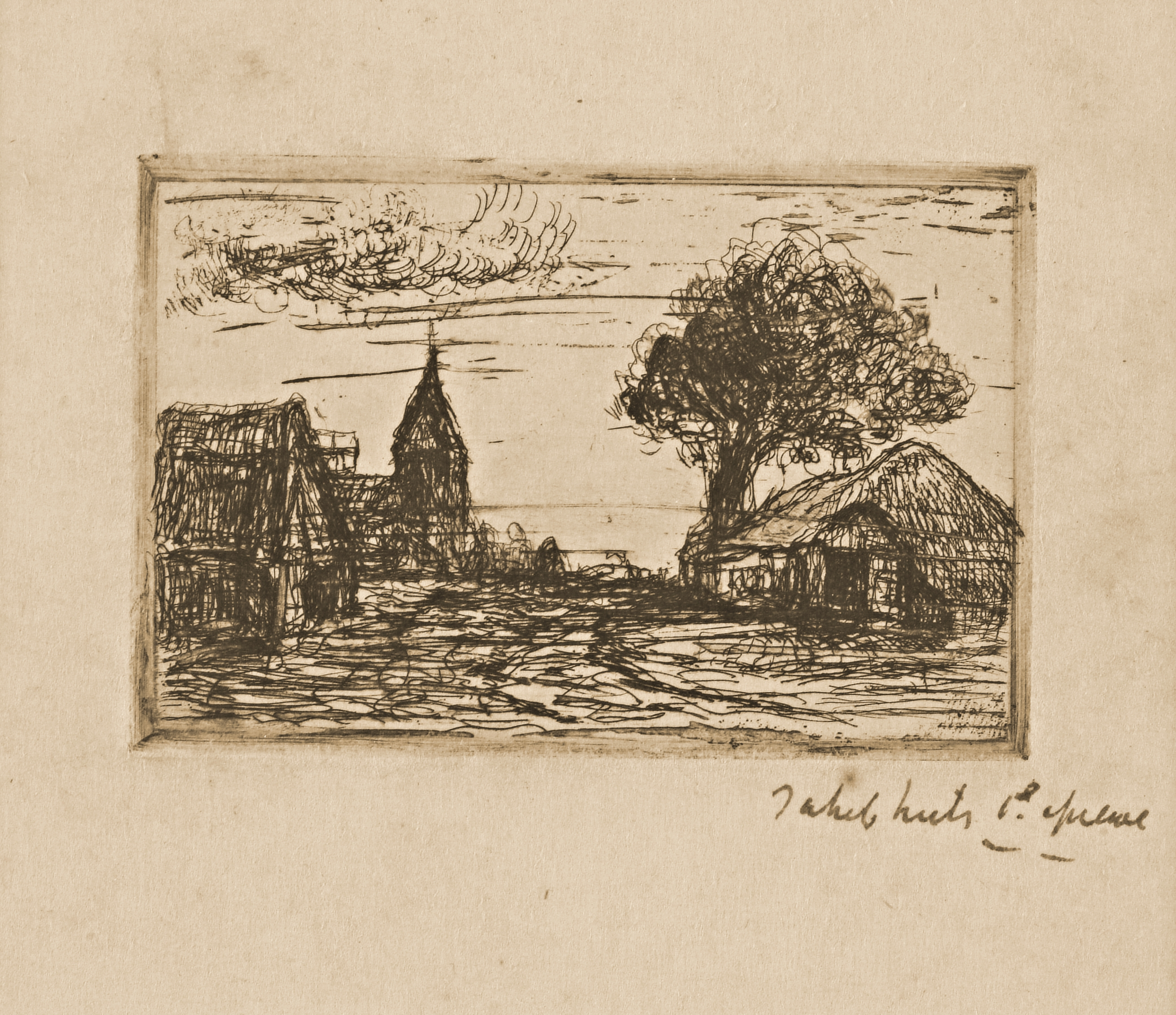
Achterbos, ets door Jakob Smits, collectie Jakob Smitsmuseum
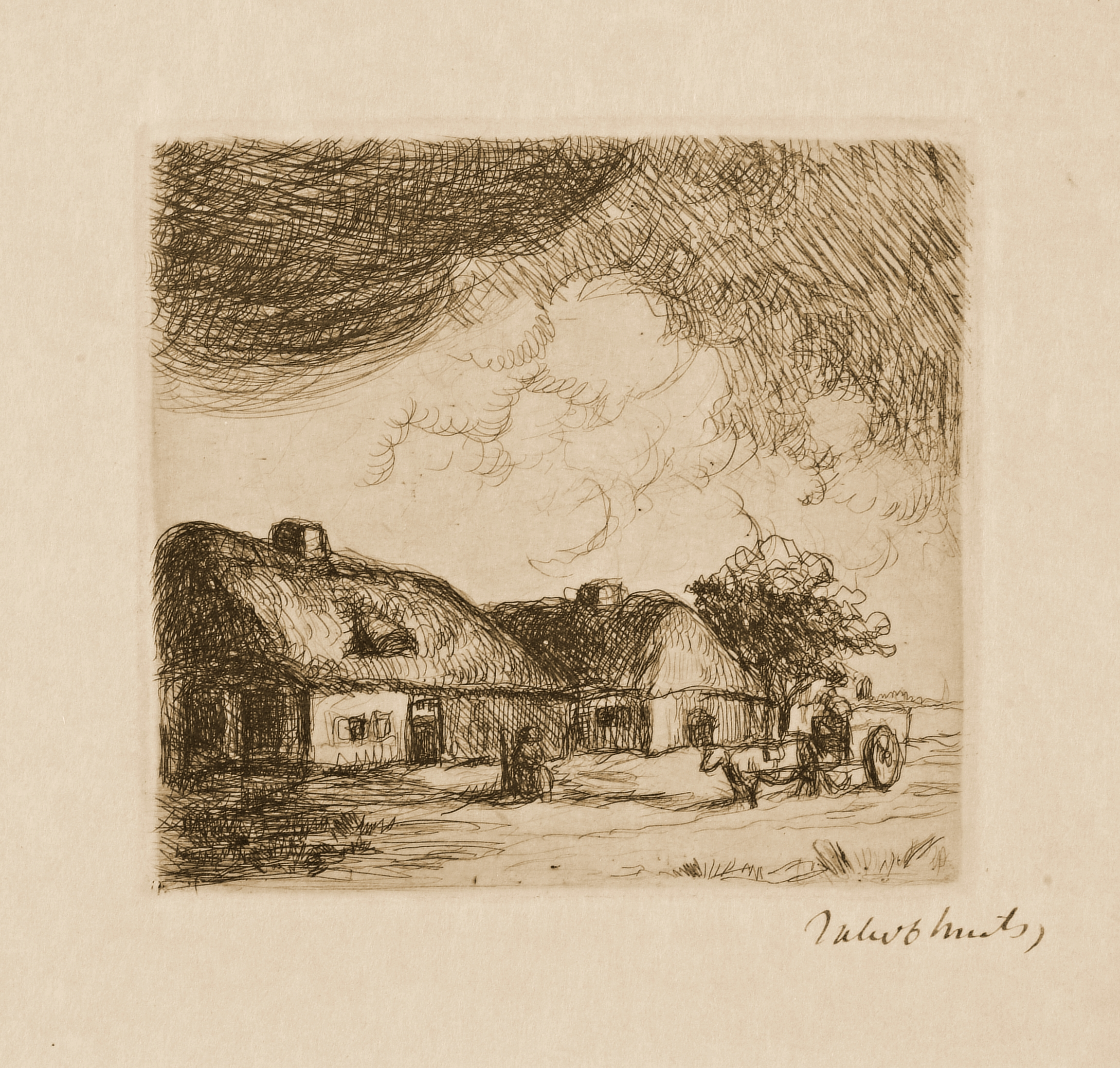
Het dorp Achterbos, ets door Jakob Smits, collectie Jakob Smitsmuseum
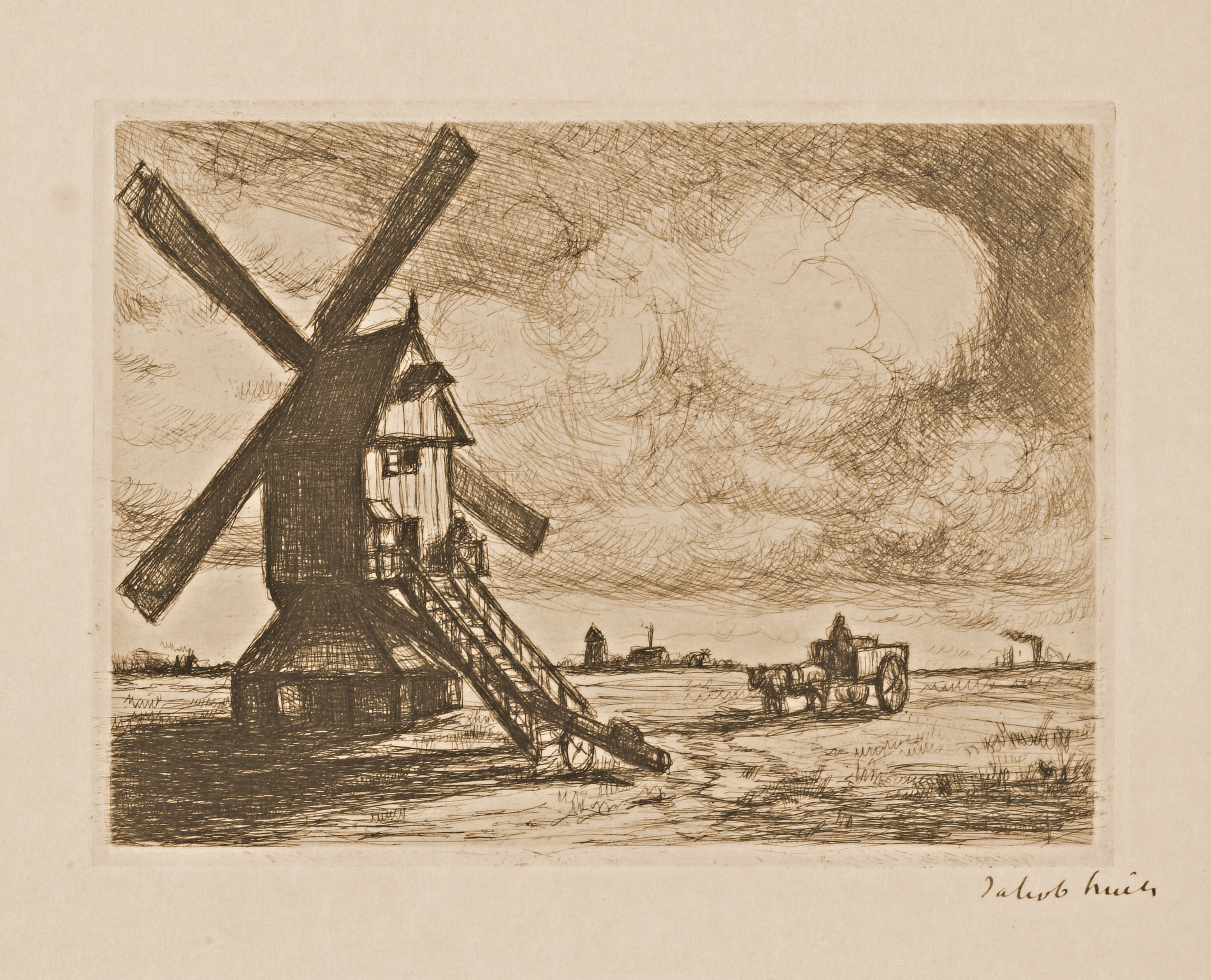
Windmolen te Achterbos, ets door Jakob Smits, collectie Jakob Smitsmuseum
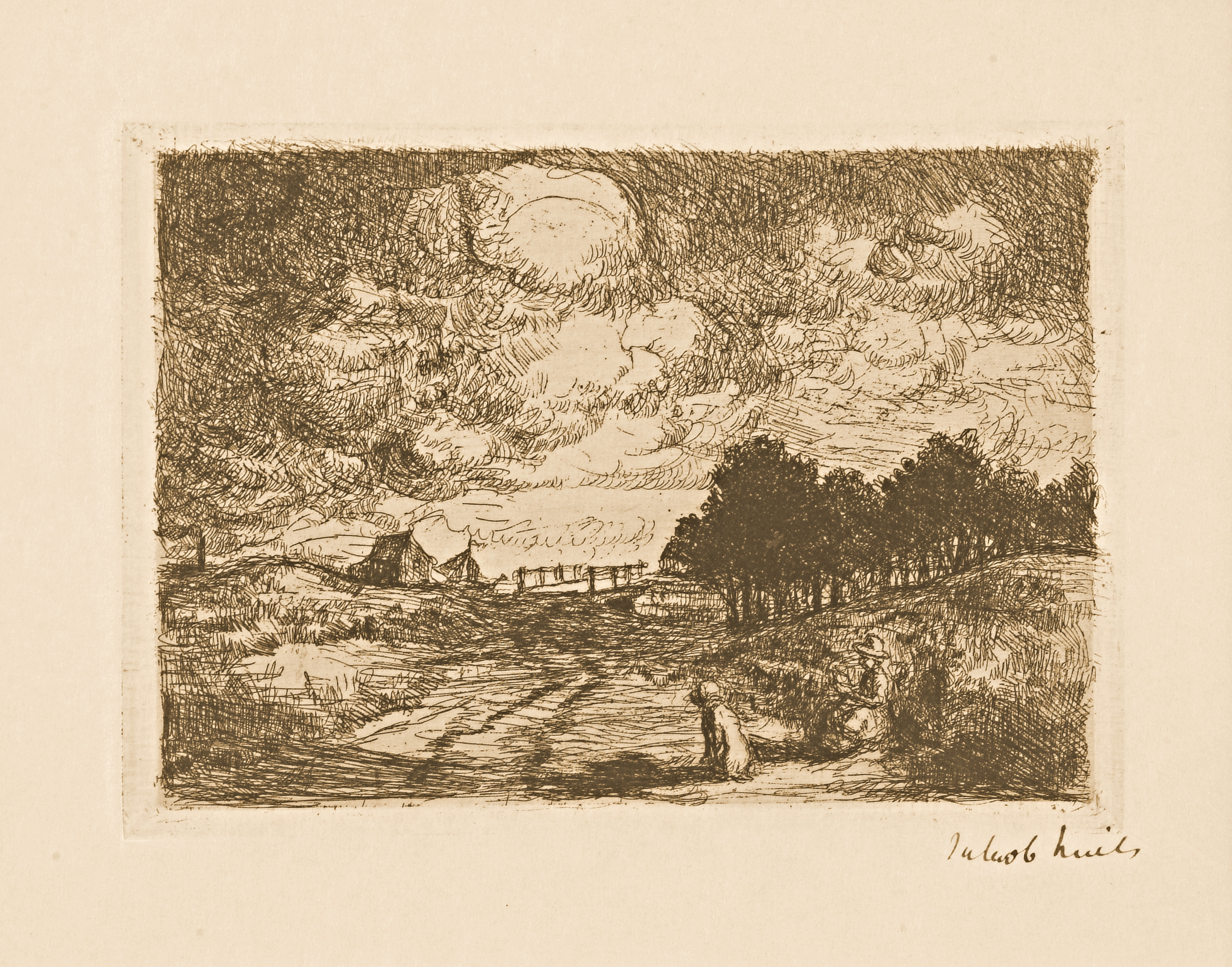
Zandvlakten van Kongo te Achterbos, ets door Jakob Smits, collectie Jakob Smitsmuseum
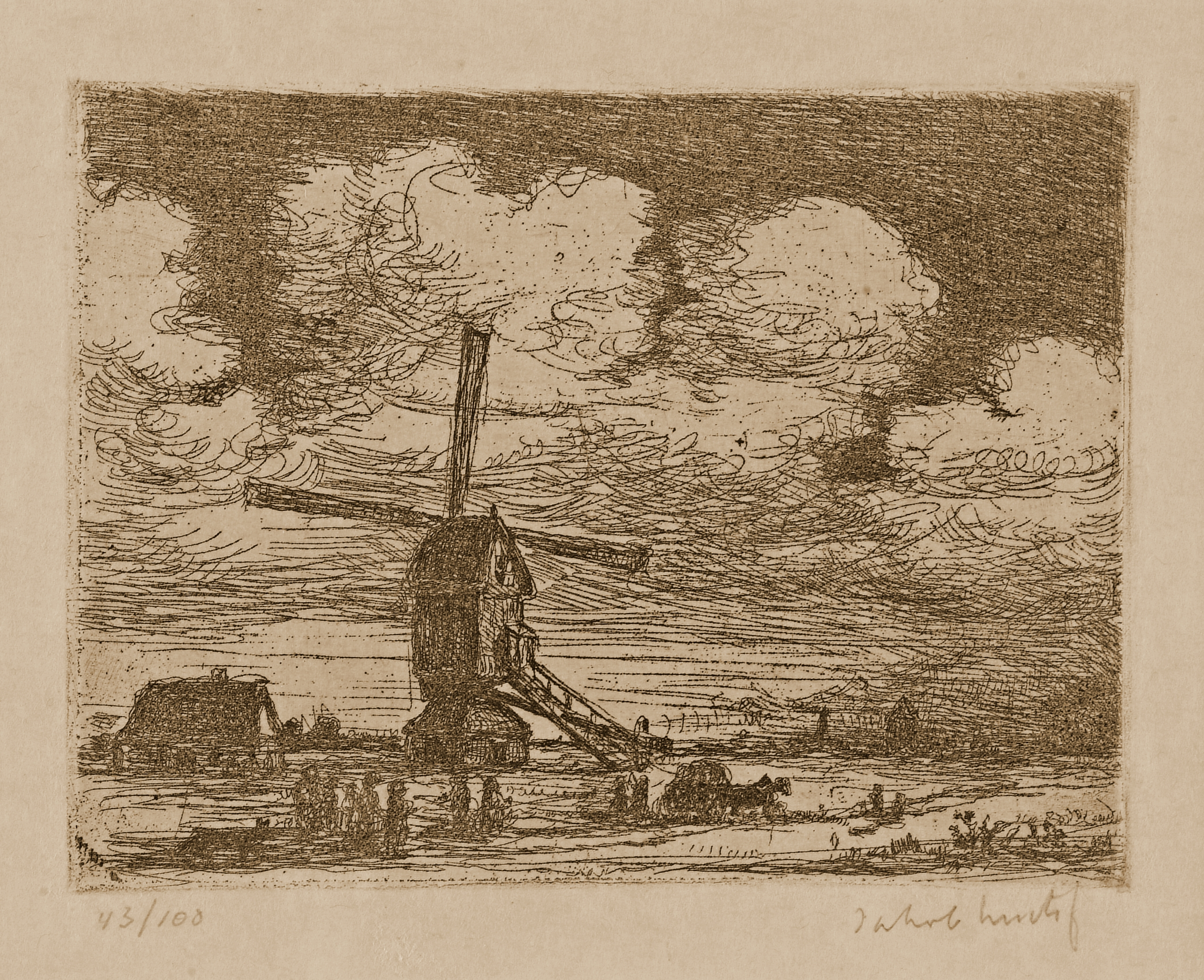
Landschap met molen, ets door Jakob Smits, collectie Jakob Smitsmuseum
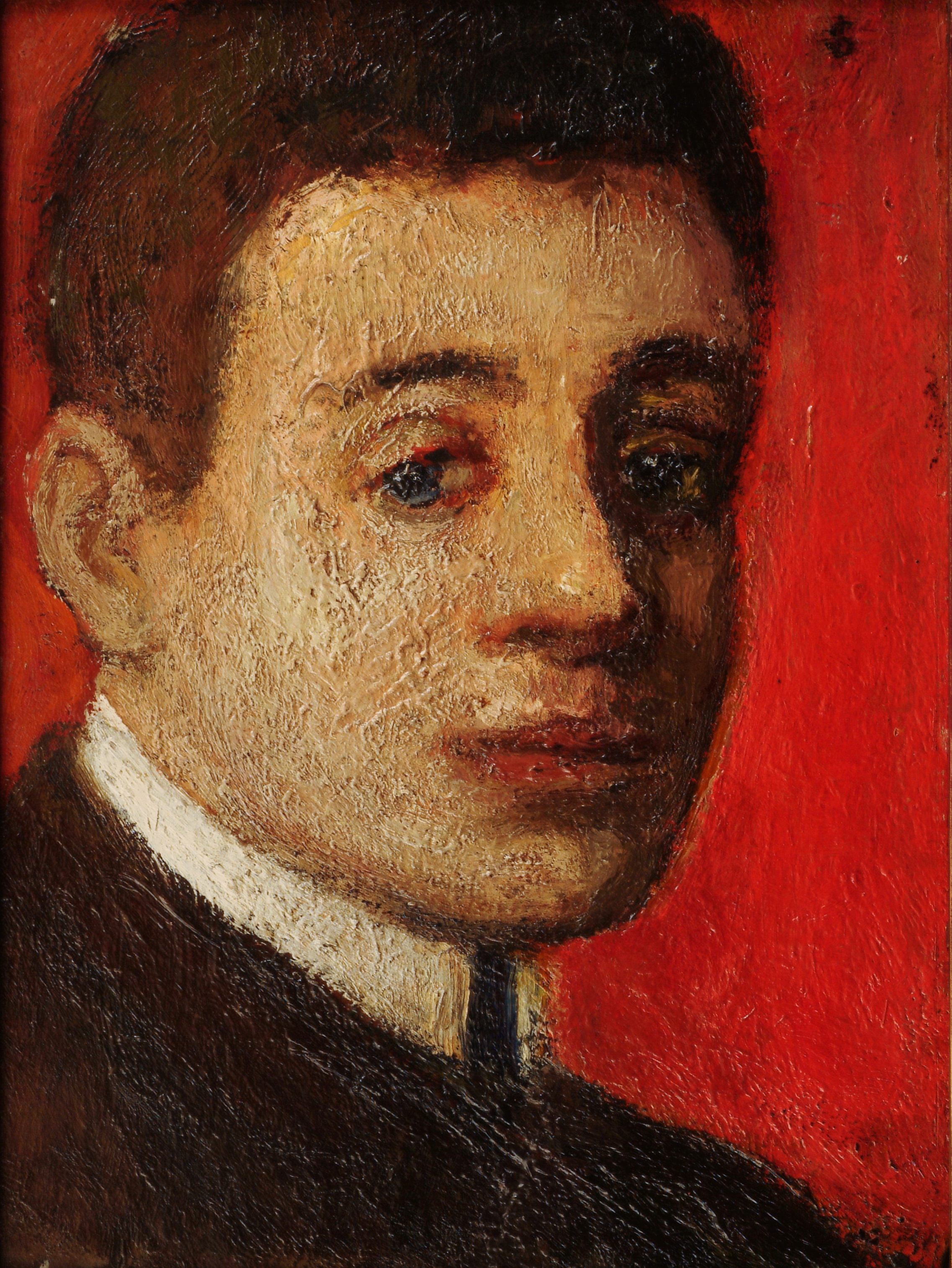
Boby, olieverfschilderij door Jakob Smits, collectie Jakob Smitsmuseum

## Cultuur
Het gehucht Achterbos droeg in 2008 de titel "Cultureel Ambassadeur van Mol". Hierdoor werd aan het verenigingsleven in Achterbos extra aandacht geschonken.

## Bevolkingsevolutie Achterbos
- 1995: 3545 inwoners
- 1996: 3566 inwoners
- 1997: 3595 inwoners
- 1998: 3604 inwoners
- 1999: 3592 inwoners
- 2000: 3642 inwoners
- 2001: 3724 inwoners
- 2002: 3753 inwoners
- 2003: 3752 inwoners
- 2004: 3774 inwoners
- 2005: 3805 inwoners
- 2006: 3790 inwoners
- 2007: 3752 inwoners
- 2008: 3786 inwoners
- 2009: 3883 inwoners
- 2010: 3851 inwoners
- 2017: 4008 inwoners
- 2018: 4061 inwoners

## Afbeeldingen

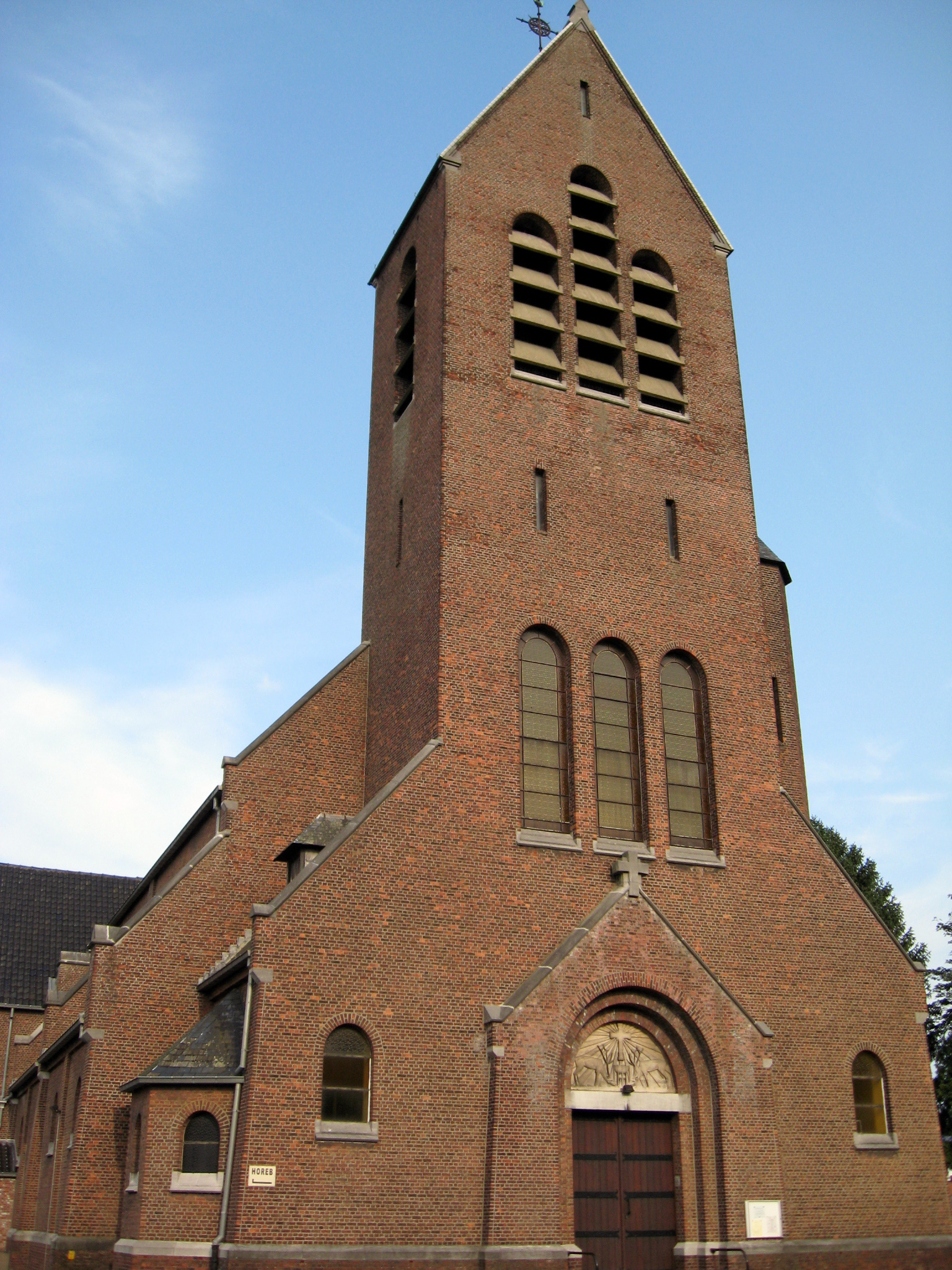
Sint-Apolloniakerk
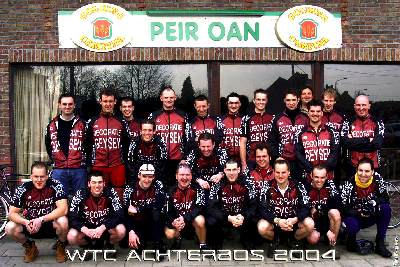
WTC Achterbos
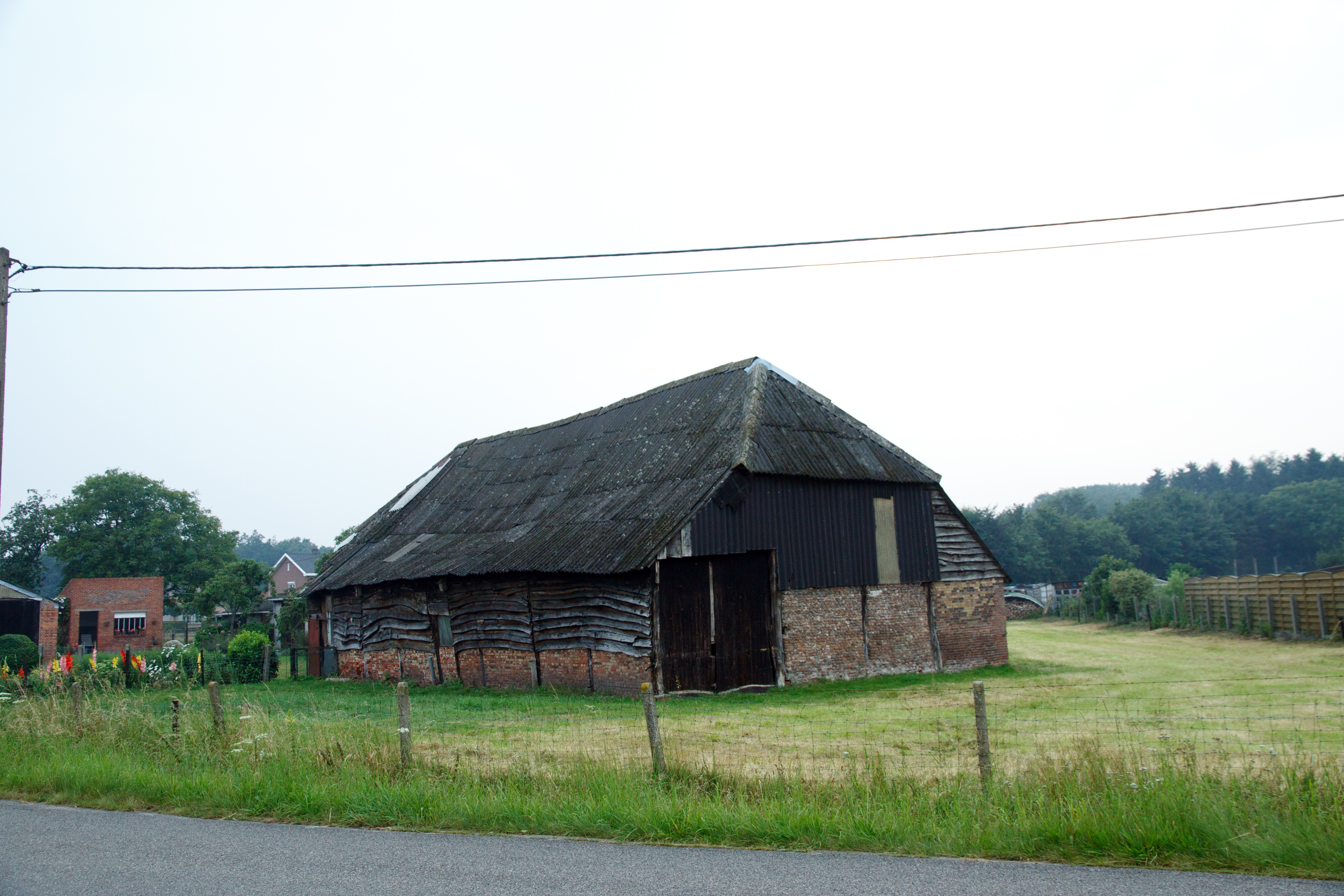
Kempische schuur
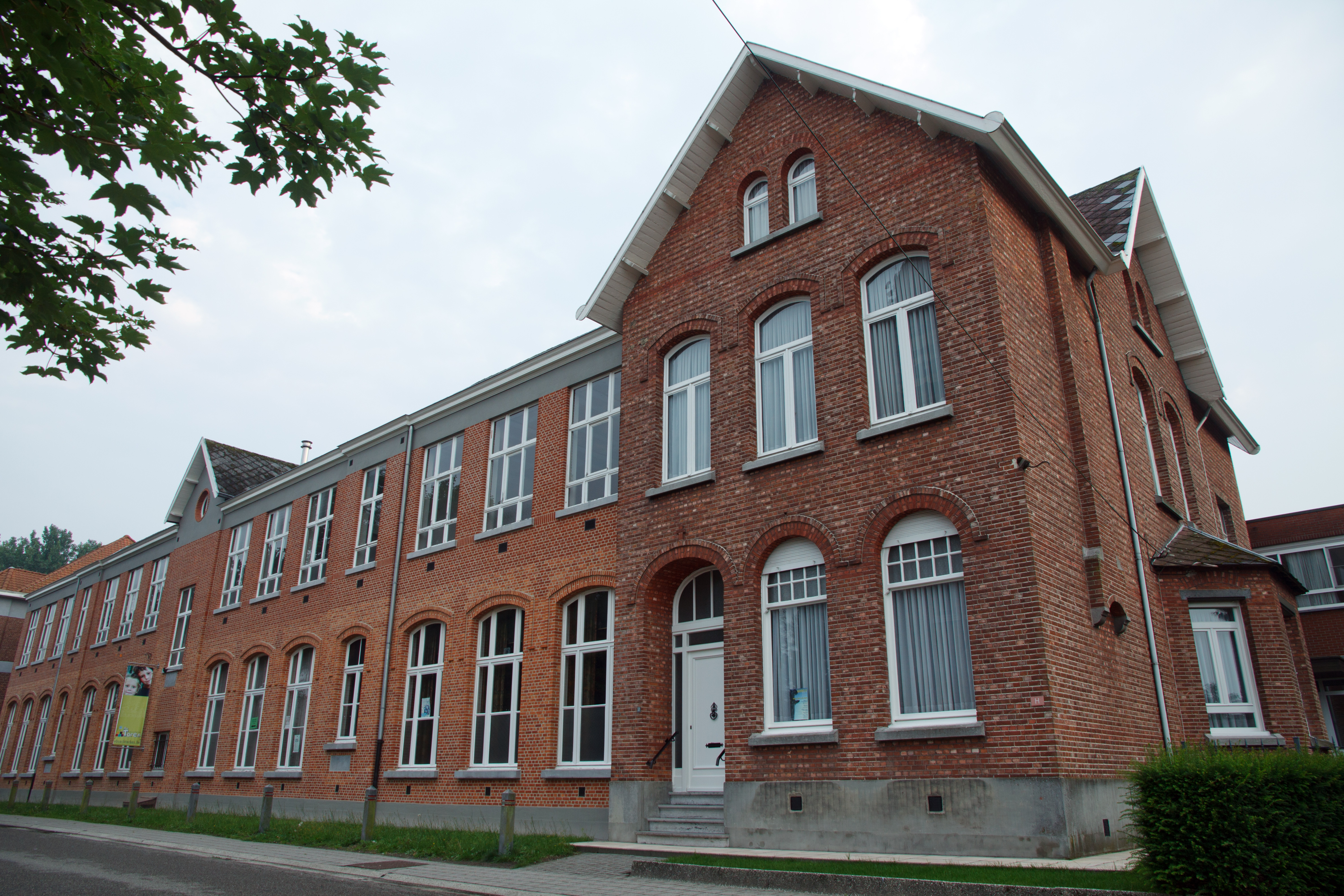
Schoolcomplex Salus Nostra

## Verenigingen
Het gehucht heeft een aanzienlijk aantal verenigingen, gaande van jeugd (Scouts en Gidsen) tot senioren (Okra, Samana). Het parochiecentrum beschikt over verschillende lokalen, een podiumzaal en een industriële keuken. De verschillende verenigingen maken gebruik van deze accommodatie voor allerhande activiteiten: mosselfestijn, spaghettidag, harmonie concert, toneel, fuiven en breugelfeest.
https://web.archive.org/web/20191102103508/http://www.parochiecentrumachterbos.be/ 

https://nl-nl.facebook.com/toneelK3MolAchterbos/ 

http://www.kwbachterbos.be/ 

https://web.archive.org/web/20191102103513/https://voach.be/ 

https://www.scoutsachterbos.be 

https://web.archive.org/web/20191102103519/http://www.harmonie-achterbos.be/

## Nabijgelegen kernen
Mol-Centrum, Millegem, Donk, Sluis